# バーブーダ島
バーブーダ島 (バーブーダとう、Barbuda) はカリブ海・西インド諸島にある島。リーワード諸島の中央部にあたる。政治的区分ではアンティグア・バーブーダに属しており、独自の議会を持っている。

## 概要
島の面積は約161km2。人口は1,634人（2011年）でほとんどが西岸のコドリントンに住んでおり、島民はコドリントン家がサトウキビのプランテーションのため連れてきた黒人の奴隷の末裔である。バーブーダ島はほとんど未開発の島だが、アンティグア島より開発が遅れている島だけあって自然のままの魅力的な美しいビーチがあり、観光地として人気がある。
島の西部と北西部を占めるラグーンのコドリントン・ラグーンにはマングローブ、海草と海藻の藻場、干潟、砂浜やサンゴ礁があり、ロブスター、サンゴ礁の魚類、海洋哺乳類、グンカンドリ属などの海鳥およびタイマイ、オサガメなどのウミガメが生息している。2005年にラムサール条約登録地となった。

## 歴史
紀元前2400年前、すでにアラワク族が定住していたと見られ、1493年11月11日のクリストファー・コロンブスの第二次航海による島への上陸時には、アラワク族を追いやったカリブ族が住んでいた。1680年にイギリスのクリストファー・コドリントン卿とジョン・コドリントンのコドリントン一家が島に到着し以後、バーブーダ島はコドリントン家の私有財産だった。しかし、イギリスはバーブーダ島を1860年8月1日にアンティグア島と共に併合した。1976年12月23日、バーブーダ地方自治体法が制定され、一定の自治権を認められた。1981年にアンティグア島と共にアンティグア・バーブーダとしてイギリスから独立した。しかし、バーブーダ島の分離派運動はこれに反対していた。
2017年9月6日、カテゴリ5に分類される超大型ハリケーンのハリケーン・イルマが直撃し、猛烈な雨風と水没被害によって「居住不可能」とまで言われるほどの甚大な被害に見舞われた。島の95パーセントの建築物が被害を受けたことで住民のほとんどが家を失い、またカテゴリ4のハリケーン・ホセの接近が予想されたため、政府は全島民のアンティグア島への避難を決断した。9月9日に全島民がアンティグア島へ避難したことで、島は無人化した。2018年1月に島民の帰島が許可され、2019年2月時点で約75パーセントが帰還したと推定されている。

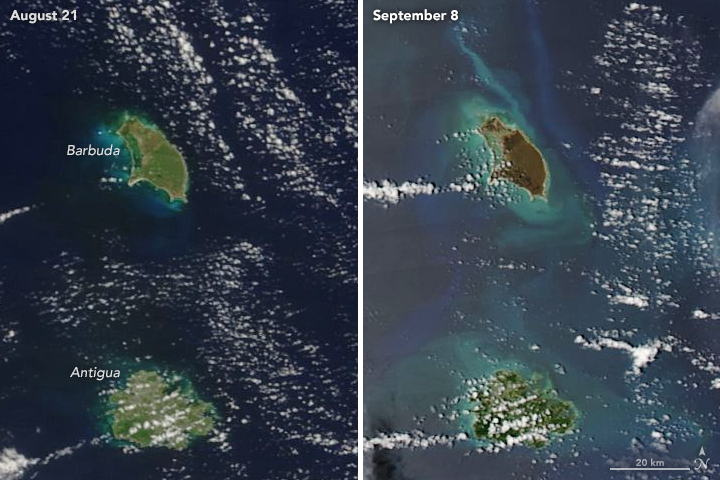
ハリケーン・イルマの上陸前と上陸後のアンティグア・バーブーダの衛星画像。バーブーダ島（上）の光景が一変している。

## 政治
1976年に制定されたバーブーダ地方自治体法（Barbuda Local Government Act）により、バーブーダ議会が設置されている。定数は11人で、うち9人は選挙で選出され、2人は充て職である。任期は4年で、2年毎の選挙で半数が入れ替わる仕組みとなっている。直近の選挙は、2021年4月に実施された。現在の議長はジャッキー・フランク（Jackie Frank、2021年4月 - ）。
バーブーダ発祥の政党はバーブーダ人民運動（中道左派、分離主義）がある。かつてはバーブーダ人民変革運動といった地域政党があった。
議会の旗は中央にグンカンドリ属が描かれている。
アンティグア・バーブーダの行政区画では、属領（Dependency）という位置付けである。そのためアンティグア島とは異なり行政教区は設置されていない。またバーブーダ島には5つの地区（District）が設置されているが、行政機能は無い。